# Jeunesse (film, 2013)
Pour les articles homonymes, voir Jeunesse (homonymie).
Pour plus de détails, voir Fiche technique et Distribution.
Jeunesse est un film dramatique français réalisé par Justine Malle et sorti en 2013.

## Fiche technique
- Titre : Jeunesse
- Réalisation : Justine Malle
- Scénario : Justine Malle et Cécile Vargaftig
- Montage : Olivier Ferrari
- Photographie : Nicolas Pernot
- Producteur : Justine Malle et Rémi Pradinas
- Production : Tupelo Films
- Distribution : Pyramide Distribution
- Pays :  France
- Durée : 75 minutes
- Genre : drame
- Dates de sortie : 
  -  France : 3 juillet 2013

## Distribution
- Esther Garrel : Juliette
- Didier Bezace : Le père
- Émile Bertherat : Benjamin
- Lucia Sanchez : Anna
- Christèle Tual : La mère
- Augustin Bonhomme : Gabriel
- Élisabeth Baranès : Zoé
- Aurélia Alcais : Wendy
- Thierry Gibault : Étienne